# ستاره‌ها ۲: ستاره‌است
فیلم ستاره است دومین جلد از سه‌گانه ستاره‌ها به کارگردانی و نویسندگی فریدون جیرانی و تهیه‌کنندگی عبدالله اسفندیاری ساخته سال ۱۳۸۴ است.

## خلاصه فیلم
فرزانه مشرقی ستاره مشهور سینماست که قرار است نقش یک زن معتاد و توزیع‌کننده مواد مخدر را در فیلمی بازی کند و…

## بازیگران
| بازیگر          | نقش          |
| --------------- | ------------ |
| نیکی کریمی      | فرزانه مشرقی |
| اندیشه فولادوند | قناری        |
| امین حیایی      | شریفی        |

## جشنواره‌ها
فیلم ستاره است در بیست و پنجمین دوره جشنواره فیلم فجر (۱۳۸۵) در بخش عکس حضور داشته‌است.
همچنین این فیلم در دوازدهمین دوره جشن خانه سینما دو بخش نقش اول زن، بهترین چهره‌پردازی شرکت کرده‌است.